# IC 3671
IC 3671 ist eine Balken-Spiralgalaxie vom Hubble-Typ SBbc im Sternbild Coma Berenices am Nordsternhimmel, die schätzungsweise 383 Millionen Lichtjahre von der Milchstraße entfernt ist.
Das Objekt wurde am 25. Juni 1903 von Stéphane Javelle entdeckt.